# Super-Skrull
El Súper-Skrull es un alias utilizado por los personajes que aparecen en los cómics estadounidenses publicados por Marvel Comics. La versión original y conocida, Kl'rt, fue creado por Stan Lee y Jack Kirby y apareció por primera vez hab en Fantastic Four # 18 (septiembre de 1963) como un enemigo de Los 4 Fantásticos y ha sido representado como un supervillano y un antihéroe. Las versiones posteriores se ven durante la historia de Invasión secreta para la invasión Skrull de Veranke.
El personaje también ha aparecido en televisión y en videojuegos y novelas.

## Historia de publicación
El personaje apareció por primera vez en Fantastic Four #18 (septiembre de 1963) y fue creado por Stan Lee y Jack Kirby.

## Biografía ficticia del personaje
Kl'rt el Super-Skrull es del mundo Skrull de Tarnax IV (en el sistema Tarnax de la Galaxia de Andrómeda), que ha sido destruido por Galactus. Era un soldado condecorado en el ejército y se casó con una condesa Skrull del planeta Zaragz'na y tuvo dos hijos, su amado hijo llamado Sarnogg y una hija llamada Jazinda, a quien despreciaba. Por su deber, se mantuvo alejado de su familia y después de que las derrotas superaran en número a sus victorias, fue desterrado de Zaragz'na y no se le permitió ver a su hijo debido a su esposa.
El emperador Skrull Dorrek VII ideó una forma de contraatacar a los Cuatro Fantásticos, quienes frustraron la invasión de la Tierra por parte del Imperio. Dorrek eligió al guerrero Kl'rt, a quien se le dieron las habilidades combinadas de los Cuatro Fantásticos. Kl'rt era más fuerte que la Cosa; tenía vuelo superior y mayor capacidad pirocinética que la Antorcha Humana; tenía mejor control de invisibilidad y telequinesia que la Mujer Invisible, y podía extenderse más que el Sr. Fantástico. El Super-Skrull conservó sus habilidades hipnóticas y de cambio de forma, y fue enviado a la Tierra para derrotar a los Cuatro Fantásticos y allanar el camino para una invasión del Imperio Skrull.
Durante su primer encuentro, el Super-Skrull mantiene a raya a los Cuatro Fantásticos y los obliga a retirarse. Mr. Fantastic siente que los poderes de Kl'rt son aumentados por un rayo de energía del mundo natal de Skrull. Bloquear la viga con un dispositivo colocado sobre él por la Chica Invisible priva a Kl'rt de sus nuevos poderes. Derrotado, es encarcelado en un cráter por la Antorcha Humana cuando persigue a la Chica Invisible.
El Super-Skrull regresa como el Hombre Invencible después de que los Skrulls restauraron sus poderes para luchar contra los Cuatro Fantásticos. Sale de su prisión, viaja a Nueva York y secuestra al padre encarcelado Franklin Storm de Johnny y Sue Storm. Los Cuatro Fantásticos reconocen su engaño y lo devuelven a cambio de Tormenta. Storm muere cuando una bomba colocada sobre él por un Skrull (en un intento final de matar a los Cuatro) explota, pero él salva a los Cuatro. El Súper-Skrull fue también uno de los villanos convocados por el Doctor Muerte para atacar a Reed y Sue en su boda, aunque Mister Fantástico utilizó una máquina para eliminar todas las memorias de los villanos. Él es enviado de vuelta al tiempo terrestre y otra vez, y se enfrenta a otros héroes como Thor, y el Capitán Marvel. El Súper-Skrull también actúa como agente del Imperio en la Tierra durante la Guerra Kree-Skrull, y logra disolver temporalmente al equipo de superhéroes los Vengadores y secuestrar a Mar-Vell y a los hermanos Vengadores Bruja Escarlata y Quicksilver. Con la guerra terminando en una tregua, el desafortunado Súper Skrull más tarde se alía con el Titán Thanos y junto a Skragg ayuda a Thanos en su búsqueda del Cubo Cósmico. El Súper-Skrull intenta capturar a Rick Jones para Thanos, pero termina luchando con Mar-Vell y la Cosa. El héroe Mar-Vell, sin embargo, derrota tanto al Súper-Skrull y, finalmente, a Thanos. Después de una escaramuza con Spider-Man, la Antorcha Humana, y Ms. Marvel, Kl'rt queda atrapado en los cinturones de Van Allen.
Años más tarde, un equipo de investigación canadiense accidentalmente extrae de vuelta a Kl'rt del espacio exterior, y él inmediatamente mata a todo el grupo, con la excepción del superhéroe físico Sasquatch. Kl'rt también descubre que el tiempo en el cinturón le ha dado cáncer. Sasquatch es inicialmente derrotado por el Súper-Skrull, pero al final logra engañarlo, convirtiendo al Súper-Skrull en un flujo de partículas disociadas y transmitiéndole hacia el espacio exterior. El Súper-Skrull es más tarde liberado por Estela Plateada, y descubre que su cáncer ha entrado en remisión. Esto es aparentemente causado por una "anomalía cronal" en el área del espacio que Kl'rt ocupó, que revirtió su composición celular a un estado saludable, pre-canceroso.
Kl'rt es liberado del cinturón de Van Allen y curado de cáncer por el hechicero Master Khan, y utilizado contra el héroe Puño de Hierro. Khan lava a Súper Skrull para que crea que él es Bobby Wright, un niño de doce años que adquiere poderes sobrehumanos y una enfermedad terminal por exposición a una espora alienígena. "Bobby" usa sus poderes para asumir la identidad del Capitán Héroe sobrehumano adulto y congraciarse con el Puño de Hierro y su compañero en la lucha contra el crimen, Power Man. El mal uso de los poderes del Capitán Hero deja el Puño de Hierro aparentemente muerto y desencadena su desintegración.
El encarcelamiento del Super-Skrull lo protegió de los efectos del desastre de Zabyk, cuando los Skrull perdieron su habilidad de cambiar de forma. Cuando el Imperio cae en desorden, Kl'rt se esconde en la Tierra y luego ataca a los Cuatro Fantásticos.
Escapa de su encarcelamiento y reanuda el contacto con el Imperio Skrull. El Súper Skrull busca llevar al miembro de los Jóvenes Vengadores, Hulkling a la custodia protectora porque tiene la herencia de Skrullian por parte de su madre como hijo de la Princesa Anelle. Se hace pasar por Hulkling (quien desea permanecer en la Tierra) y regresa al espacio capaz de espiar a los Skrull y Kree, quienes también tienen una participación en la familia mixta de Hulkling ya que es el hijo del héroe de Kree, Mar-Vell.
Durante la Guerra de Aniquilación, Kl'rt intenta detener la ola destructiva antes de llegar al mundo natal Skrull. Después de casi ser abrumado por las fuerzas de Annihilus, él se sacrifica al destruir la enorme nave de guerra orgánica Cosechador de Pena. También conoce a una androide de la Zona Negativa llamada Praxagora, quien se convierte en su amante. Su cuerpo es luego recuperado y revivido. Kl'rt se alía más tarde con Ronan el Acusador para reclamar el mundo natal Kree desde una invasión de Falange. En el curso de derrotar a la Falange, su líder Ultrón causó la muerte de Praxagora.
Durante la Invasión Secreta Skrull a la Tierra, el Súper-Skrull ayuda al héroe Nova contra los Skrulls.
Después de una captura inexplicable, Kl'rt es visto como un prisionero en La Balsa.
Durante la historia de "Infinity", Super-Skrull es miembro del Consejo Galáctico. Para pagar los esfuerzos de los Vengadores en la guerra y alcanzar la gloria, Kl'rt acompaña a las fuerzas de la Alianza a la Tierra para liberarla de la ocupación de Thanos y liberan el Pico. Después de su victoria en la guerra contra los Constructores, Kl'rt es coronado emperador de un renacido Imperio Skrull mientras la raza alienígena se asienta en el planeta Tarnax II.
Durante el arco de la historia "Regreso al planeta Hulk", Super-Skrull llegó al planeta restaurado Sakaar. Mientras la forma Hulk de Amadeus Cho luchaba contra el Señor de la Guerra, Super-Skrull desenterró la piedra del Tiempo y planea usarla para restaurar el Imperio Skrull a su antigua gloria.
Durante la historia de "Infinity Wars", el Doctor Strange tomó la piedra del Tiempo del hechicero Mt'nox de Skrull y la utilizó para recorrer el tiempo, creando múltiples versiones de sí mismo para derrotar a Kl'rt.
Durante la historia de "Empyre", Super-Skrull participó en la Alianza Kree/Skrull y fue reclutado por Tanalth el Perseguidor para formar parte del círculo íntimo de Hulkling. Aunque Hulkling golpeó a Super-Skrull por lo que le hizo a su madre. Super-Skrull afirma que la mujer que lo crio era la camarera de Anelle y desde entonces se ha arrepentido de la acción. Ante la persuasión de Tanalth el Perseguidor, Super-Skrull habla de ello afirmando que cuando una estrella acumula suficiente energía y detona, ocurre la pira. Super-Skrull reveló que tenía que usarlo en el sistema Kral, donde las colonias de Skrull que imitaban la cultura de la Tierra fueron aniquiladas durante la invasión de Cotati para sorpresa del Capitán Marvel. Tras la derrota de Cotati, Hulkling hace que Super-Skrull pague por lo que le hizo a su madre adoptiva haciéndolo vivir con sus acciones y transfiriéndolo a los servicios diplomáticos con efecto inmediato. En su primera misión diplomática, Super-Skrull y su subalterno Val-Korr entablan conversaciones de paz con Noh-Varr de los Kree, Nova del Nova Corps, Lani Ko Ako de la Hermandad Badoon, Nymbus Sternhoff de los Kymellians, Emperador Stote de los Zn'rx que fueron al baño, Mentacle de los Rigellians, Oracle-2 de los Shi'ar, Zoralis Gupa del planeta Silnius, emperatriz Victoria de Spartax y pacificadora de los Chitauri. Los representantes entablan conversaciones de paz mientras mencionan el incidente de Pyre y el matrimonio de Hulkling con Wiccan. Nova propone que todos los tratados pan-mundiales permanezcan en vigor y que todo el armamento prohibido sea retirado del servicio que apoya la emperatriz Victoria. Cuando el Emperador Stote es encontrado muerto y Marvel Boy es sospechoso después de atacar a Val-Korr, Nova llama a los Guardianes de la Galaxia para investigar el asesinato del Emperador Stote. Después de revisar lo que sucedió hasta el asesinato del Emperador Stote, Super-Skrull afirma que ha comenzado una Snarkwar en la carrera de Zn'rx para decidir su sucesor y rechaza la sugerencia de Oracle-2 de una sonda mental. Cuando Rocket Raccoon le pide que dispare a Noh-Varr en la cabeza con el arma de Val-Korr, él lo hace y parte de la cabeza de Super-Skrull recibe un disparo y se regenera. Rocket Raccoon afirma que el arma es un escáner genético que mata a cualquiera que lo use en un Kree y sospeche que uno de los representantes fue el responsable. Hace que el sistema informático de Proscenium inicie el código de anulación de voz 877-Delta durante una hora, instruye a Oracle-2 y Mentacle para escanear las mentes, hace que Moondragon escanee las mentes de Oracle-2 y Mentacle al mismo tiempo. El escaneo continúa hasta que llega a la mente de Peacekeeper cuando inicia una biobomba en su pecho mientras afirma que iba a traer la paz a los enemigos que desprecian a la colmena. Mientras Hércules y Phyla-Vell retienen a Peacekeeper, Nova y Noh-Varr trabajan para desarmar la biobomba mientras Rocket Raccoon descubre que Lani Ko Ako es la verdadera culpable ya que la Hermandad Badoon nunca abandonó su planeta ni envió a nadie para representarlos. Lani Ko Ako desactiva su inductor de imágenes y revela que ella es la especuladora que interfirió en la reunión de paz, ya que la dejaría sin trabajo vendiendo armas a bandos enemistados. Después de que Zoralis Gupa recibe una llamada urgente mientras menciona a la persona del otro lado para advertir a todos los sistemas vecinos, le dice a Victoria que es el Fin de Todo, ya que diferentes planetas están comenzando a morir en los planetas propiedad de Shi'ar, la Alianza Kree/Skrull, y Zn'rx mientras hacen que la economía galáctica sea lo suficientemente frágil como para ir a la bancarrota. Sabiendo que no obtendrá ganancias, Profiteer teletransporta a Peacekeeper y la bio-bomba. Mientras agradece a Zoralis Gupa por engañar al Profiteer con el farol, Zoralis Gupa le dice a Super-Skrull y a todos los presentes que algo más oscuro que Galactus está destruyendo los mundos y su nombre es Knull.

## Poderes y habilidades
Al igual que todos los Skrulls, Kl'rt puede cambiar de forma, pero gracias a la reingeniería a la que se sometió a manos de los científicos Skrull, él también tiene una versión de todos los súper-poderes de los Cuatro Fantásticos. Estos incluyen una mayor maleabilidad física más allá de la que los Skrulls poseen naturalmente, una fuerza, resistencia y durabilidad sobrehumanas; vuelo, manipulación de calor y proyección de energía en forma de plasma, fuerza de conmoción y explosiones anti-materia, invisibilidad, que puede extender a su medio ambiente, y la creación de campos de fuerza invisibles. Estos poderes son superiores en el control y poder a los de los Cuatro Fantásticos.
Además, el Súper-Skrull tiene un poder único propio, la capacidad de controlar las mentes de otros o paralizarlos al emitir una fuerza hipnótica de sus ojos.
El Súper-Skrull es un excelente combatiente mano a mano como él es un experto en todas las formas de combate armado y desarmado conocido por los Skrulls y está altamente capacitado en las aplicaciones marciales de sus poderes. Él es un excelente táctico y tiene un conocimiento detallado y acceso a la tecnología de los siglos por delante de la ciencia convencional. También es un piloto de nave espacial competente y un imitador soberbio.

## Otros Súper-Skrulls
Kl'rt no es el único Súper-Skrull que sirve al Imperio Skrull. Aquí está una lista de otros Súper-Skrulls:

### Chrell
Chrell es un instructor de entrenamiento Skrull y comandante que, como Kl'rt, poseía los poderes combinados de Los 4 Fantásticos.

### Criti Noll
Criti Noll es un Skrull que posee los poderes de Henry Pym, los reflejos rápidos de Pantera Negra, la súper velocidad de Quicksilver, y la densidad y control de la masa de Visión. Se infiltró en la Tierra disfrazado de Henry Pym.

### Godkiller
Godkiller es una mujer de raza especial Súper-Skrull que tiene los poderes de Hacha de Guerra, Thundra, Titania, y Volcana. También fue genéticamente modificada para empuñar el martillo de Bill Rayo Beta, Destructor de Tormentas.

### Khn'nr
Khn'nr es un Skrull que se hizo pasar por el Capitán Marvel y obtuvo una copia de sus Nega-Bandas.

### Pagon
Pagon era un Súper-Skrull que reemplazó exitosamente a Elektra y era un amante de Veranke. Además de tener las habilidades de Elektra, Pagon tenía las habilidades de Coloso y la Mujer Invisible. Fue asesinado por Echo en una misión suicida.

### Rl'nnd
Rl'nnd es un Skrull que posee los poderes de Coloso, Cíclope, Rondador Nocturno, y Wolverine.

### Siri
Siri es una Skrull que trató de reemplazar a Elektra y fue asesinada por ella. Ella tenía los poderes de Elektra y Motorista Fantasma.

### Veranke
Veranke es una Reina Skrull y la villana principal de la Invasión Secreta que se hizo pasar por Spider-Woman y obtuvo una copia de sus poderes.

### Xavin
Xavin es un "Súper-Skrull en entrenamiento." Él / ella tiene los poderes de los Cuatro Fantásticos, pero solo puede usar uno a la vez. Ella / él era un miembro de los Runaways.

### X'iv
X'iv es un asesino Skrull que posee los poderes y habilidades de Daredevil, Elektra, y Capa y Puñal. Ella fue enviada por Chrell para asesinar a Hulkling.

### Súper-Skrull Sin Nombre
Durante Invasión Secreta, por lo menos unas pocas docenas de soldados Súper-Skrull parecen poseer los poderes de varios héroes que difieren de soldado a soldado.

## Otras versiones
Además de su encarnación convencional, el Súper-Skrull ha sido representado en los otros universos de ficción:

### Tierra 6309
Ena la realidad de la "Tierra 6309", Kl'rt es el Señor Skrull de la Colonia UK7 y un miembro de los Captain Britain Corps.

### Escuadrón Supremo
El Skrullian Skymaster (nombre real Skymax), un miembro del equipo de superhéroes el Escuadrón Supremo, posee los mismos poderes que el Súper-Skrull.

### Ultimate Marvel
En el universo Ultimate Marvel, Kl'rt el Súper-Skrull es el Emperador Skrull y también el Skrull más anciano. En una realidad alternativa creada cuando los Cuatro Fantásticos Ultimate intentan deshacer el accidente que les dio sus poderes, sus experimentos de teletransporte les permite hacer contacto con los Skrulls aparentemente benévolos, que posteriormente proporcionan a la Tierra con píldoras especiales que otorgan a todo el planeta súper-poderes - con excepción de Ben Grimm, que rechaza la oferta como él se siente cómodo con quién es él, y todos los que ya poseían poderes. Sin embargo, se revela que todo esto es parte del plan de los Skrulls para tomar la tecnología de la Tierra y utilizarla para promover sus planes de conquista. Aunque el Súper-Skrull lleva un traje especial anti-asesinato que le permite duplicar los poderes de todos los súper-humanos en un radio de 500 millas para protegerse a sí mismo, es derrotado cuando Ben Grimm es el último humano que queda en la Tierra, solo dándose cuenta después de que Ben le indicó que, dado que la última persona en la Tierra ya no tiene ningún poder, ya no tiene ningún poder que duplicar. Fácilmente derrotando al Súper-Skrull, Ben toma su traje y lo utiliza para viajar en el tiempo al accidente de teletransporte, lo que le permite tomar lugar mientras se sacrifica para salvar a la humanidad.

### Heroes Reborn
En el universo Heroes Reborn creado por Franklin Richards, Súper-Skrull/Kl'rt primero se hace pasar por Wyatt Wingfoot, engaña al villano Doctor Muerte para que capture a Estela Plateada, y, finalmente, roba el poder de la deidad cósmica Galactus. Cuando los Cuatro Fantásticos liberaron a Estela de Muerte, él chocó con Kl'rt, siendo el vencedor.

### Marvel Zombies
Súper-Skrull aparece en la serie Marvel Zombies. El Súper-Skrull es infectado por un Spider-Man zombificado, y Cosa Zombie arranca el brazo derecho de Súper-Skrull de. Es aparentemente muerto en combate. Otra versión infectada de él aparece en Marvel Zombies Return. Más tarde combate con Spider-Man Zombie y sus Nuevos Vengadores (Zombie) junto a otros miembros Vengadores con él. Él es, sin embargo, muerto por Iron Man (James Rhodes).

### Professor W’s X-Men
Súper-Skrull ya está muerto en esta serie limitada de dos volúmenes, habiendo sido asesinado por Pícara y sus poderes robados. Sin embargo, sus habilidades Skrull y súper-poderes aumentados, así como algunos de los rasgos más oscuros de su personalidad permanecen en Pícara como ella se une a la nueva Hermandad de Mutantes Diabólicos de Cíclope. X-men del Profesor Charles Xavier fueron presentados en X-Men: Visiones Milenarias (2000) #2000 (Ago. 2000) y X-Men: X-Men: Visiones Milenarias (2001) #2001 (Ene. 2002).

## En otros medios

### Televisión
- Súper-Skrull aparece en la X-Men la serie animada episodio "Más allá del bien y del mal" cuarta parte.
- Súper-Skrull aparece en The Marvel Super Heroes, con la voz de Tom Harvey.
- Súper-Skrull aparece en la serie de los 1960 Los 4 Fantásticos episodio "Invasión del Súper-Skrull", con la voz de Marvin Miller, donde se le llama "Súper Dotado" y termina convertido en una vaca.
- Súper-Skrull aparece en la serie de 1994 Fantastic Four, con la voz de Neil Ross y más tarde Jess Harnell.
- Súper-Skrull aparece en Fantastic Four: World's Greatest Heroes, con la voz de Mark Oliver.
- Súper-Skrull aparece en The Super Hero Squad Show, con la voz de Charlie Adler[55] en la Temporada Uno y por Jim Cummings en la Segunda Temporada. En el episodio "Si este es mi Thanos," Súper-Skrull conduce a los Skrulls en busca de Super Hero City por un Skrull estafador que se hacía pasar por Thanos. En el episodio "Otra Orden del Mal" Parte 1, Súper-Skrull detiene al Escuadrón de Superhéroes cuando el Capitán Marvel se pierde durante una misión diplomática que traería la paz entre los Kree y los Skrull.
- Súper-Skrull aparece en The Avengers: Earth's Mightiest Heroes episodio "Prisionero de Guerra", con la voz de Kyle Hebert. Es visto en la nave Skrull con el Capitán América y los otros que habían sido reemplazados por Skrulls. Después que el Capitán América y los que habían sido reemplazados por Skrulls han sido liberados, Súper-Skrull es enviado por un Comandante Skrull para interceptarlos. Los prisioneros tuvieron que combatir a Súper-Skrull con el fin de salir de la nave Skrull y volver a la Tierra. Mientras el Capitán América, Madame Hydra, Pájaro Burlón, y el Rey Cobra combaten al Súper-Skrull, Henry Peter Gyrich, el Dr. Lyle Getz y Clay Quartermain suben a la Mujer Invisible en la nave a medida que más Skrulls llegan. Cuando Súper-Skrull logra apoderarse de Madame Hydra, el Capitán América la salva mientras continúa conteniendo a Súper-Skrull. En el último momento, la Mujer Invisible se despierta y ayuda a que el Capitán América escape de la nave. En el episodio "Invasión Secreta", Súper-Skrull apareció con los otros Súper-Skrull cuando los Skrulls empiezan su invasión con dos de los Súper-Skrulls siendo Criti Noll (que fue presentado como si tuviera los poderes de Hombre Gigante, Dínamo Carmesí, Iron Man, y Klaw) y Rl'nnd (quien poseía los poderes del Coloso, Cíclope, Rondador Nocturno, y Lobezno). Otros Súper-Skrull vistos incluyen un Súper-Skrull que poseía los poderes de Abominación, Grifo, y Torbellino, un Súper-Skrull que poseía los poderes del Segador y Rey Cobra, un Súper-Skrull que blandía una copia tecnológica de Mjolnir, un Súper-Skrull que poseía los poderes de Mister Fantástico, Iron Man, y la Mujer Invisible, y un Súper-Skrull que poseía los poderes de Pantera Negra, Puño de Hierro, y Spider-Man. Algunos de estos Súper-Skrull emboscaron a los Vengadores en Washington D. C.. La mayoría de los Súper-Skrull fueron derrotados por los Vengadores y sus aliados. Ellos junto a la Reina Veranke son recluidos a una sección especial en la Prisión 42.
- Super Skrull aparece en la serie de Hulk and the Agents of S.M.A.S.H., con la voz de Kevin Grevioux.[56]
  - En la primera temporada, episodio 21, "Deathlok", cuando los Agentes de S.M.A.S.H. llegan a un centro comercial para ir de compras, encuentran a Deathlok de atacar a una chica hasta que se descubrió que la chica era un Super-Skrull disfrazado como parte de la trama de los Skrull para invadir la Tierra. El Super-Skrull luego se vuelve invisible, a fin de preparar el arma que erradica a los seres humanos. Posteriormente, los Agentes de S.M.A.S.H. y Deathlok en ir bajo tierra a la base Skrull para encontrar al Super-Skrull. Super-Skrull a continuación, se introduce en la nave espacial, donde el arma es. Siguiendo en su jet, los Agentes de S.M.A.S.H. se unen a Deathlok de la nave Skrull donde Hulk y She-Hulk siguen a Deathlok para detener al Super-Skrull. Hulk, She-Hulk y luego encontrar a Deathlok con el Super-Skrull cuando se activa el arma donde los Skrulls han hecho esto a otros planetas. Mientras que los otros desactivar el arma, Hulk lucha contra el Super-Skrull, donde se las arregla para conseguir que enredado como Deathlok activa su secuencia de autodestrucción. Super-Skrull logró escapar mientras la nave Skrull es destruido por el núcleo de autodestrucción de Deathlok.
  - En la segunda temporada, el episodio "Guardianes de la Galaxia," Super-Skrull y los Skrulls se encuentran en otro planeta por los Agentes de S.M.A.S.H. donde hacen una trama para aprovechar las energías gamma de los Agentes de S.M.A.S.H. para que puedan hacer al Skrull gamma-accionado en los soldados solamente para los Skrulls que también entran en conflicto con los Guardianes de la Galaxia. Super-Skrull, los dos Skrulls gamma-accionados, y los otros Skrulls fueron derrotados por los Agentes de S.M.A.S.H. y los Guardianes de la Galaxia.
- Los Super-Skrulls aparecen en la serie del Universo cinematográfico de Marvel/Disney+ Invasión Secreta,[57]con Gravik (interpretado por Kingsley Ben-Adir[58]) y G'iah (interpretada por Emilia Clarke[58]) como los individuos mejorados después de que un ejército rebelde Skrull recolectara y cosechara muestras de ADN de Groot, una Bestia Helada de Jotunheim, Cull Obsidian y un paciente de Extremis antes de obtener muestras de ADN de todos los individuos con superpoderes que lucharon en la Batalla de la Tierra.

### Videojuegos
- Súper-Skrull aparece en el juego de 1997 para PlayStation Fantastic Four.
- Súper-Skrull apareció como un jefe / guía potencial en Marvel: Ultimate Alliance, con la voz de Greg Eagles. Él aparece junto a Paibok cuando los jugadores corren hacia la Reina Skrull. Un disco de simulación tiene a Ms. Marvel luchando con Súper-Skrull.
- Súper-Skrull apareció como un jefe en el videojuego Fantastic Four: Rise of the Silver Surfer, con la voz de Earth Warren.
- Súper-Skrull aparece como un personaje jugable en los juegos de lucha crossover Marvel vs. Capcom 3: Fate of Two Worlds y Ultimate Marvel vs. Capcom 3. Charlie Adler retoma su papel de The Super Hero Sqaud Show.
- Súper-Skrull aparece en Marvel Super Hero Squad: The Infinity Gauntlet, con la voz de Jim Cummings. Él recoge la entrega de Thanos donde las botas de Thor fueron recogidas por accidente. Súper-Skrull lucha contra Iron Man y Hulk fuera de la nave. Cuando Súper-Skrull es derrotado, Thanos llega y planea usar la Gema Infinita de Poder para lanzar a Súper-Skrull hasta Hulk y Iron Man solo para que los dos sean golpeados por un motor derribado por un meteorito. Súper-Skrull después lucha contra Iron Man y la Bruja Escarlata en la guarida de Thanos cuando él ha sido mejorado por la Gema Infinita de Poder. Iron Man y la Bruja Escarlata lograron derrotar a Súper-Skrull y lavarlo por el triturador. Súper-Skrull regresa y ayuda a Thanos a luchar contra Iron Man y la Bruja Escarlata.
- Súper-Skrull aparece como un personaje malvado en Marvel Super Hero Squad Online.
- Súper-Skrull aparece como un personaje jugable en el juego de lucha de 2012 Marvel Avengers: Battle for Earth.
- Súper-Skrull aparece como un personaje jugable en el de 2014 Marvel Contest of Champions.

### Juguetes
- Súper-Skrull fue el volumen número 60 en el Classic Marvel Figurine Collection.
- Súper-Skrull ha sido presentado en las líneas de juguetes minimate, Marvel Legends, Super Hero Squad, y Diamond Select.
- Súper-Skrull era un personaje jugable en el set Galactic Guardians de Marvel Heroclix.[59]

### Música
- Súper-Skrull es objeto de una canción de los artistas nerd-rock de música filk Ookla the Mok. La canción, "Tema de Súper-Skrull", aparece en su álbum de 1998 Super Secret y está escrito en el estilo de los dibujos animados de la década de 1960 Marvel Super Heroes.

### Novelas
- Súper Skrull hace una aparición en varias de la línea de novelas Marvel Comics. Él apareció en una historia corta en la Últimos Súper-Villanos: Nuevas Historias Con Los Mortíferos Villanos de Marvel de Stan Lee.
- También es secretamente un villano principal en la trilogía de Patrulla X/Vengadores "Búsqueda Gamma". Durante gran parte de la historia, sigue siendo anónimo o disfrazado como Lobezno, solo revelándose en el último tercio de la saga.